# Camelia la Texana
Camelia la Texana es una telenovela de drama criminal estadounidense producida por Argos Comunicación en colaboración con Campanario Entertainment para Telemundo en el 2014.
Está protagonizada por Sara Maldonado, Erik Hayser, Andrés Palacios y Dagoberto Gama.

## Trama
La historia de una joven ingenua y hermosa que intenta escapar de su destino. La historia comienza en la década de 1970 cuando la joven Camelia y su madre huyen de uno de los capos más peligrosos de México, Don Antonio. La belleza de Camelia atrae mucha atención, los celos de otras mujeres y el enamoramiento de muchos hombres, que caen impotentes ante sus pies. Su madre trata de protegerla del destino que la persigue, pero cuando se pone en marcha en busca de aventuras, Camelia conoce al hombre que será el amor de su vida, y también a su traidor: Emilio Varela. Emilio le promete a Camelia la luna y las estrellas, pero en lugar de eso le rompe el corazón.

## Reparto

### Reparto principal
- Sara Maldonado como Camelia Pineda "La Texana"[4]
- Erik Hayser como Emilio Varela / Aarón Varela[5]
- Andrés Palacios como el Teniente Facundo García[6]
- Dagoberto Gama como Don Antonio Treviño[7]

### Reparto recurrente
- Luis Ernesto Franco como Gerardo Robles "El Alacrán"[8]
- Arcelia Ramírez como Ignacia "La Nacha"
- Eréndira Ibarra como Alison Bailow de Varela[9]
- Rodrigo Oviedo como Dionisio Osuna
- Claudette Maillé como Rosaura Pineda
- Tamara Mazarraza como Lu Treviño[10]
- Estefanía Villarreal como Mireya Osuna
- Víctor Alfredo Jiménez como Xiang Treviño
- Peter Theis como Carson
- Iñaki Goci como Jacinto Garabito
- Ana Paula de León como Alma Treviño
- Cosmo González Muñoz como Emilio Varela Bailow, Jr.
- Joaquín Garrido como Arnulfo Navarro[11]
- Liz Gallardo como Concepción Olvera "La Cuquis"
- Bárbara Singer como Ofelia Osuna
- Arnulfo Reyes Sánchez como Teniente Pedro Ruìz
- Alejandro Belmonte como Salvador "Chava"
- Claudia Ríos como Hilda Gómez
- Germán Valdés III como Ricardo "Rico"

### Invitados especiales
- Danna García como Rosa
- Paco Mauri como Timoteo Treviño

## Premios y nominaciones

### Premios Tu Mundo 2014
| Categoría                       | Nominados         | Resultados |
| ------------------------------- | ----------------- | ---------- |
| Mejor momento de la mala suerte | Camelia la Texana | Nominado   |